# RW Водолея
RW Водолея (лат. RW Aquarii) — одиночная переменная звезда в созвездии Водолея на расстоянии (вычисленном из значения параллакса) приблизительно 11380 световых лет (около 3489 парсеков) от Солнца. Видимая звёздная величина звезды — от +14,5m до +8,5m.

## Характеристики
RW Водолея — красная пульсирующая переменная звезда, мирида (M) спектрального класса M2e-M4e или M3-4e. Эффективная температура — около 3290 К.